# Meteorus gotoi
Meteorus gotoi är en stekelart som beskrevs av Maeto 1988. Meteorus gotoi ingår i släktet Meteorus och familjen bracksteklar. Inga underarter finns listade i Catalogue of Life.